# Conus balabacensis
Espèce
Conus balabacensis est une espèce de mollusques gastéropodes marins de la famille des Conidae.
Comme toutes les espèces du genre Conus, ces escargots sont prédateurs et venimeux. Ils sont capables de « piquer » les humains et doivent donc être manipulés avec précaution, voire pas du tout.

## Description
La taille de la coquille varie entre 15 mm et 29 mm.

## Distribution
Cette espèce marine est présente au large de Sabah, en Malaisie, et de Palawan, aux Philippines.

## Taxonomie

### Publication originale
L'espèce Conus balabacensis a été décrite pour la première fois en 2012 par le malacologiste britannique Robin Michael Filmer dans la publication intitulée « Visaya »,.

### Synonymes
- Conus (Phasmoconus) balabacensis Filmer, 2012 · appellation alternative
- Phasmoconus balabacensis (Filmer, 2012) · non accepté

## Identifiants taxonomiques
Chaque taxon catalogué par les bases de données biologiques et taxonomiques possède un identifiant qui permet d'établir un point de référence. Les identifiants de Conus balabacensis dans les principales bases sont les suivants :
CoL : XWYT - IRMNG : 11834265 - 